# Штайнер, Росвита
Росвита Штайнер, в замужестве Штадлобер (нем. Roswitha Steiner-Stadlober; род. 19 июня 1963, Радштадт) — австрийская горнолыжница, специалистка по слалому. Представляла сборную Австрии по горнолыжному спорту на всём протяжении 1980-х годов, серебряная призёрка чемпионата мира, обладательница двух Кубков мира, победительница восьми этапов Кубка мира, участница двух зимних Олимпийских игр. Также известна как политик, член Австрийской народной партии.

## Биография
Росвита Штайнер родилась 19 июня 1963 года в городе Радштадте федеральной земли Зальцбург. Проходила подготовку в местном одноимённом лыжном клубе «Радштадт».
В 1980 году вошла в основной состав австрийской национальной сборной и дебютировала в Кубке мира. Выступила на домашнем чемпионате мира 1982 года в Шладминге, где стала седьмой в слаломе и закрыла десятку сильнейших в программе гигантского слалома.
Первого серьёзного успеха на взрослом международном уровне добилась в сезоне 1983 года, когда одержала победу в слаломе на этапе Кубка мира в американском Уотервилл-Вэлли.
Благодаря череде удачных выступлений удостоилась права защищать честь страны на зимних Олимпийских играх 1984 года в Сараево. В слаломе была близка к призовым позициям, показав по сумме двух попыток четвёртое время. В итоговом протоколе гигантского слалома расположилась лишь на 27 строке.
В сезоне 1985/86 Штайнер выиграла четыре этапа Кубка мира и завоевала малый Хрустальный глобус в слаломе. За это выдающееся достижение по итогам сезона была признана журналистами лучшей спортсменкой Австрии. Два года спустя вновь стала обладательницей Кубка мира в слаломе.
В 1987 году также побывала на мировом первенстве в Кран-Монтане, откуда привезла награду серебряного достоинства, выигранную в слаломе — пропустила вперёд только титулованную швейцарку Эрику Хесс.
Находясь в числе лидеров горнолыжной команды Австрии, благополучно прошла отбор на Олимпийские игры 1988 года в Калгари — на сей раз стартовала исключительно в слаломе и вновь оказалась на четвёртом месте, остановившись в шаге от призовых позиций. Вскоре по окончании этого сезона приняла решение завершить спортивную карьеру, уступив место в сборной молодым австрийским горнолыжницам.
Замужем за известным австрийским лыжником Алоисом Штадлобером, чемпионом мира по лыжным гонкам, участником пяти Олимпийских игр. Их сын Луис Штадлобер и дочь Тереза Штадлобер тоже стали достаточно известными лыжниками, состояли в австрийской национальной сборной, участвовали в Олимпийских играх.
После завершения спортивной карьеры занималась политической деятельностью, в период 1999—2004 годов от Австрийской народной партии входила в парламент Зальцбурга, где возглавляла спортивный комитет. При этом сама продолжала активно заниматься спортом на любительском уровне, неоднократно участвовала в марафонских забегах.